# Vestfjorddalen

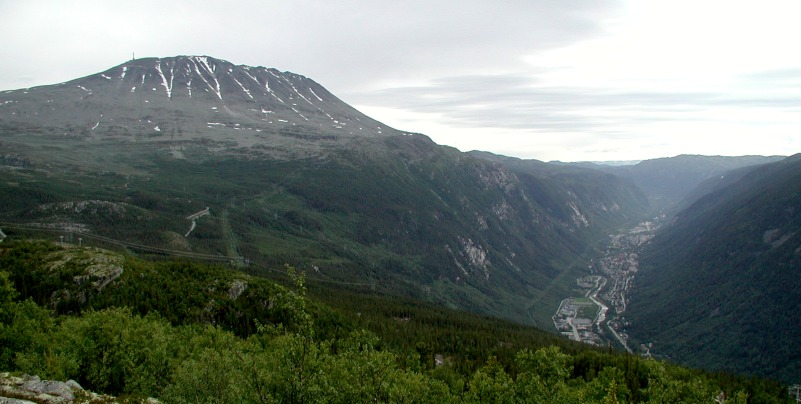
En del av Vestfjorddalen med Gaustatoppen till vänster i bild.

Vestfjorddalen är en dal i Tinn kommun i Telemark fylke i södra Norge. Dalen sträcker sig från Vestfjorden, en vik av Tinnsjø, västerut mot Vemork. Genom hela Vestfjorddalen rinner älven Måna. I västra änden av Vestfjorddalen ligger den berömda Rjukanfossen.